# Heavy Metal Hippies
Heavy Metal Hippies és l'onzè àlbum del grup de música heavy metal Loudness, publicat el 1994.

## Cançons
1. Howling Rain
2. Freedom
3. 222
4. Eyes Of A Child
5. Electric Kisses
6. House Of Freaks
7. Paralyzed
8. Desperation Desecration
9. Light In The Distance
10. Broken Jesus

## Formació
- Masaki Yamada: Veus
- Akira Takasaki: Guitarra i baix
- Hirotsugu Homma: Bateria